# Крапје
Крапје је насељено место у општини Јасеновац, у новској Посавини, Република Хрватска.

## Историја
До територијалне реорганизације у Хрватској насеље се налазило у саставу бивше велике општине Новска.

## Становништво
На попису становништва 2011. године, Крапје је имало 144 становника.

## Попис1991.
На попису становништва 1991. године, насељено место Крапје је имало 251 становника, следећег националног састава:
| Попис 1991.‍ | Попис 1991.‍ | Попис 1991.‍ | Попис 1991.‍ | Попис 1991.‍ |
| ----------- | ----------- | ----------- | ----------- | ----------- |
|             |             |             |             |             |
| Хрвати      | Хрвати      |             | 249         | 99,20%      |
| Срби        | Срби        |             | 1           | 0,39%       |
| Чеси        | Чеси        |             | 1           | 0,39%       |
| укупно: 251 |             |             |             |             |